# Cardonville
Cardonville är en kommun i departementet Calvados i regionen Normandie i norra Frankrike. Kommunen ligger i kantonen Isigny-sur-Mer som ligger i arrondissementet Bayeux. År 2022 hade Cardonville 90 invånare.

## Befolkningsutveckling
Antalet invånare i kommunen Cardonville
Referens: INSEE